# Court-Pendu
Pour les articles homonymes, voir Pendu.
Court-Pendu est le nom de différents cultivars de pommiers domestiques.

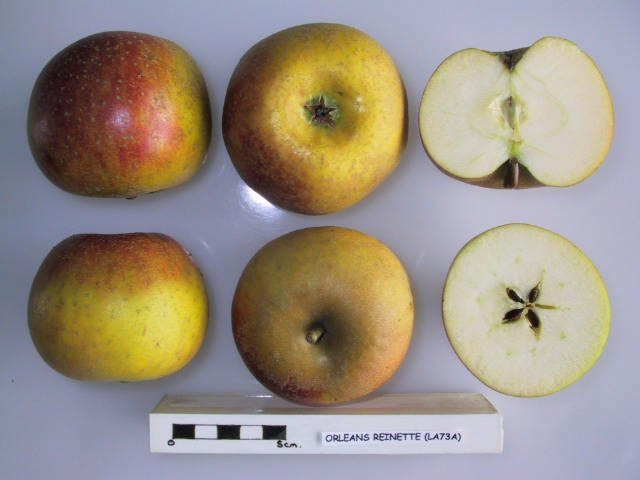
Court Pendu Blanc ou Reinette d'Orléans.

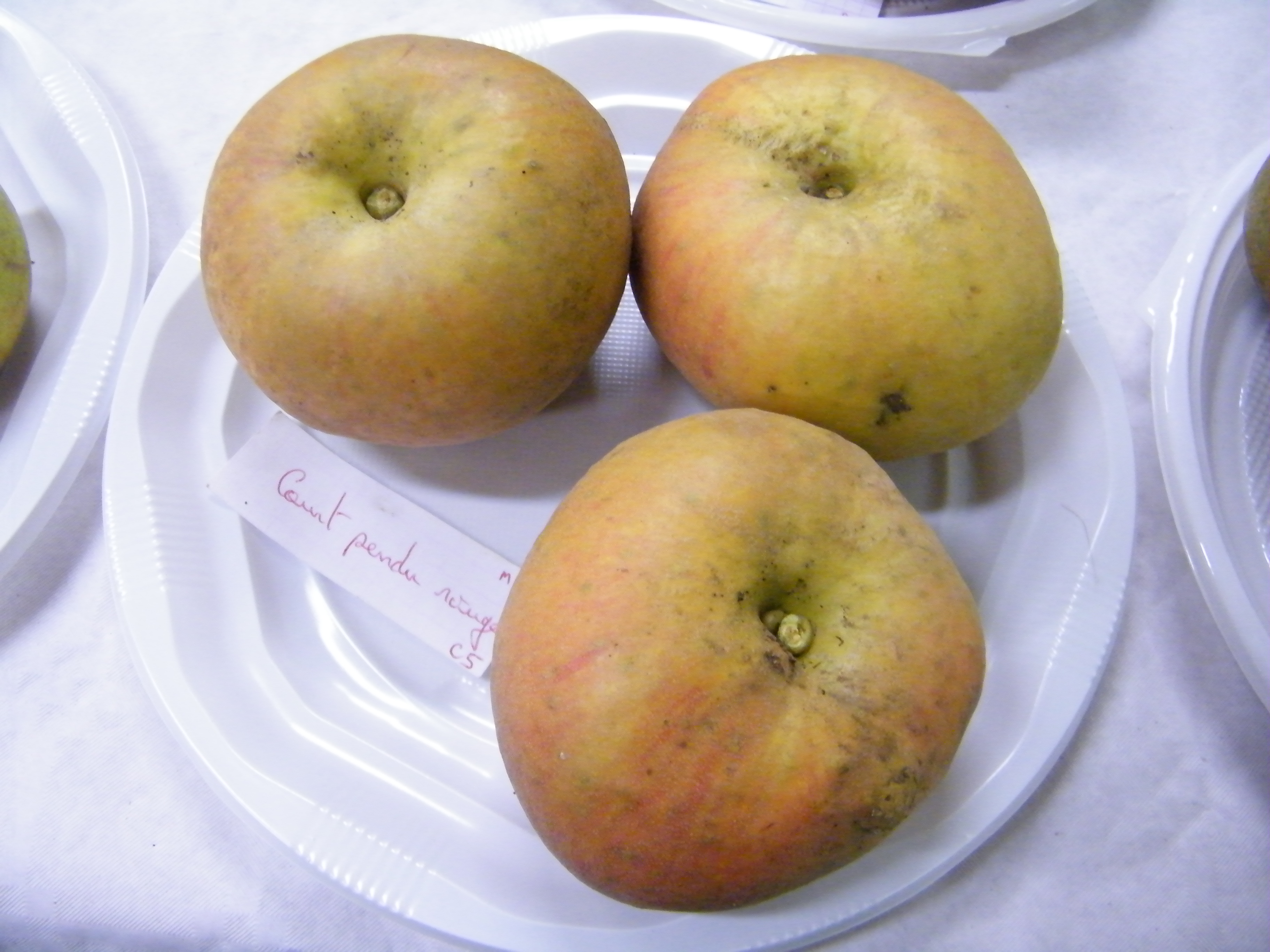
Court-Pendu Rouge.

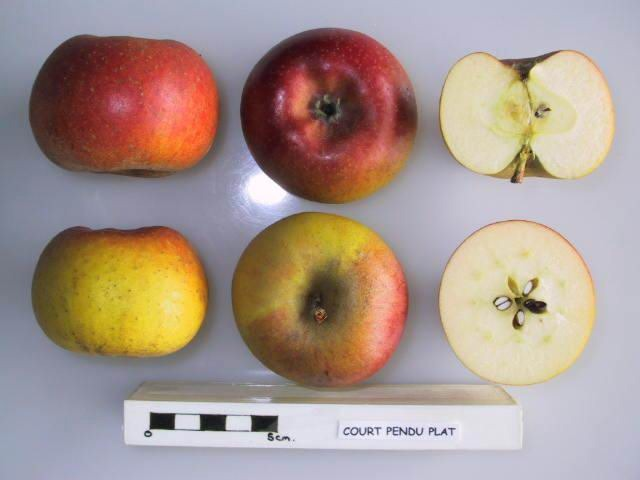
Court Pendu Plat.

## Synonyme
Court-Queue

## Cultivars et traductions
- Court-pendu dur[2].
- Court-pendu plat[3].
- Court-pendu rouge[4].
- Court-pendu Royal[5].
- Court-pendu Royal rouge[6].
- Court-pendu blanc ou Reinette d'Orléans[7].
- Court-pendu gris[8].

## Parenté
- Descendant(s):
  - Obelisk (syn: Flamenco) =[9] (Reinette Cox's Orange x Court Pendu Plat) x McIntosh Wijcik

## Fruit
- Calibre : moyen
- Peau : verte ; selon le cultivar, brossée de rouge
- Pédoncule : court

## Court-pendu Plat ou Court-pendu gris

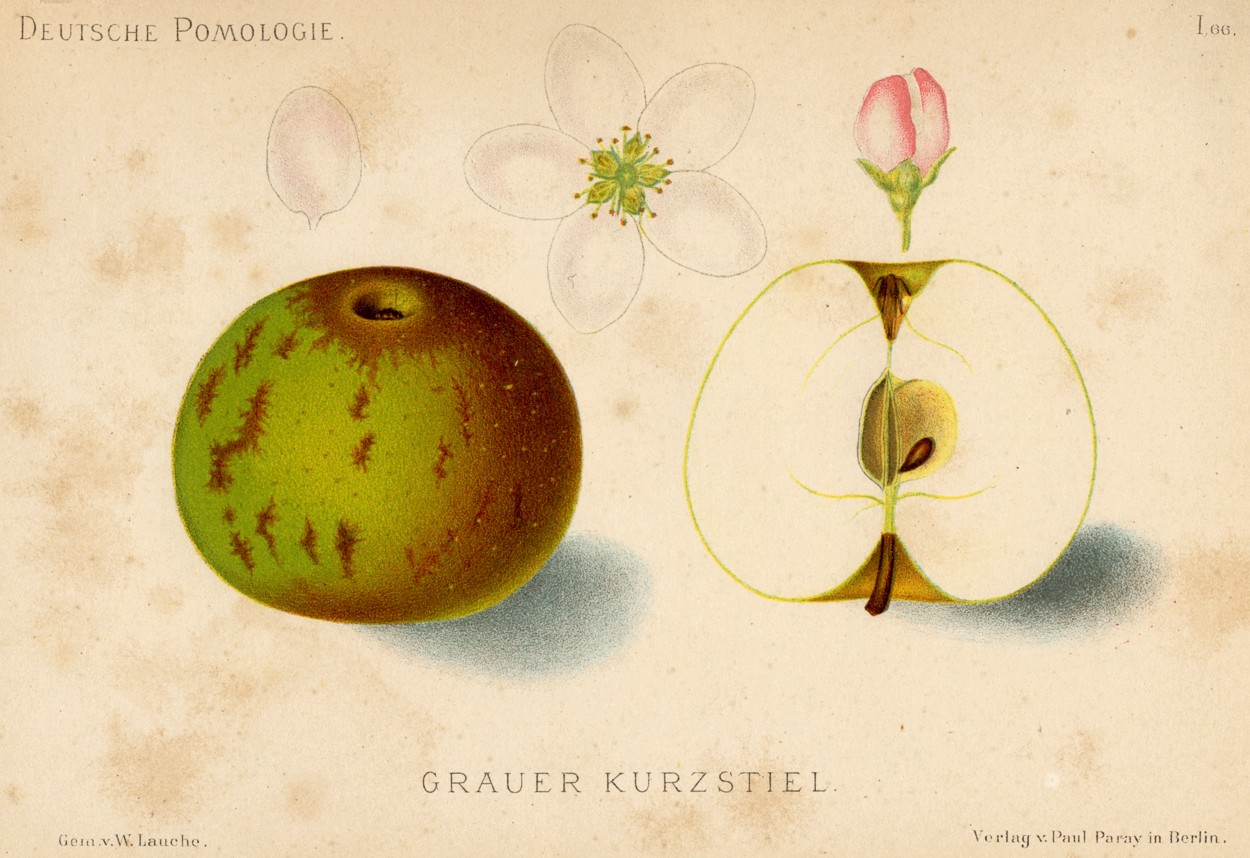
Pomme Court pendu gris

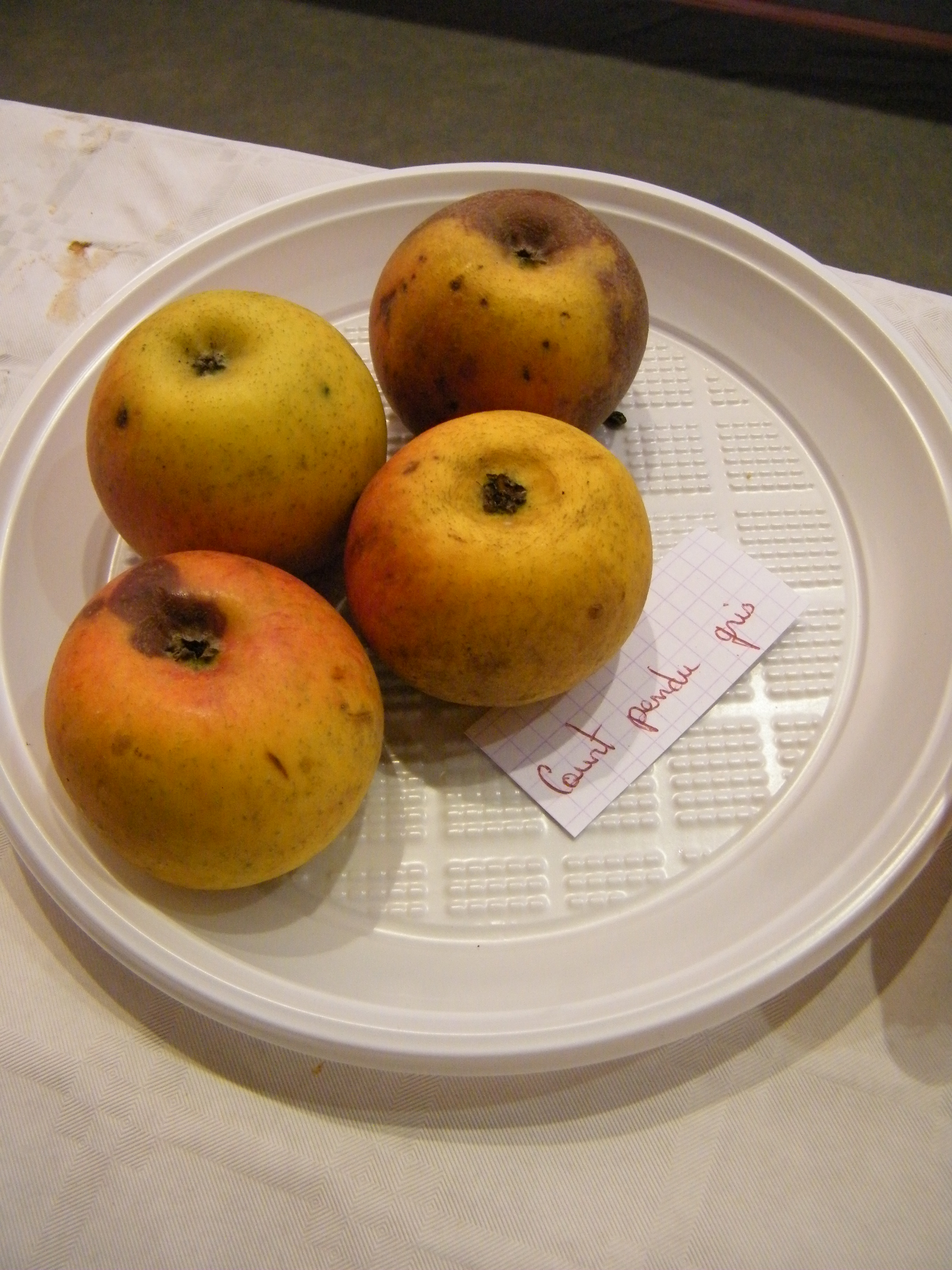
Court-pendu gris.

### Synonymes
De Capendu, De Carpendu, De Romeau, De Quapendu, Camalania, Calamila, De courpendu
Calamine, Gros Courpendu, Petit courtpendu, De Cas-Pendu, Reinette courtpendu, Capendu reinette, Court-pendu doré.

### Origine et étymologie
Elle  devrait aussi son nom de Court-pendu à son court pétiole. Cependant, cette étymologie est considérée comme erronée. 
En effet, le nom de cette pomme est mentionné pour la première fois sous la forme Capendu en 1423, il est donc probable que la forme Court-pendu qui apparaît plus tardivement soit une altération de Capendu par étymologie populaire.
Les plus anciennes mentions de cette variété de pomme sont normandes : en 1423 aux Andelys, à Anneville-sur-Seine et à Rouen, puis en 1428 à l'abbaye de Montivilliers, où l'abbesse en achète deux corbeilles pour 7 sous 6 deniers. Rouen apparaît du reste comme le grand entrepôt du Capendu. Charles de Robillard de Beaurepaire note : « Au XIVe siècle, en 1300, le Capendu n'était pas connu aux environs de Rouen ; ou, s'il l'était, il n'y jouissait que d'une faible considération. Nous n'en avons pas, en effet, trouvé une seule mention dans les textes de cette époque. Au siècle suivant, au contraire, il est non seulement connu, mais renommé. On en expédie chaque année, de Rouen à Paris, des provisions considérables. ».
L'hypothèse selon laquelle l'étymologie serait peut-être à rapprocher du nom de lieu Capendu dans l'Aude n'est pas pertinente pour la raison invoquée ci-dessus et par le fait que le village de Capendu soit mentionné sous la forme Campendud en 1071 et s'écrive Campenddut en occitan, conformément à sa prononciation en cette langue, il a étymologiquement le sens de « champ pentu ». En revanche, on peut rapprocher Capendu du nom d'un hameau de Blainville-Crevon dans la région de Rouen, Capendu, mentionné dès 1050 - 1066 sous la forme Catpendud, c'est-à-dire « chat pendu ».

### Description

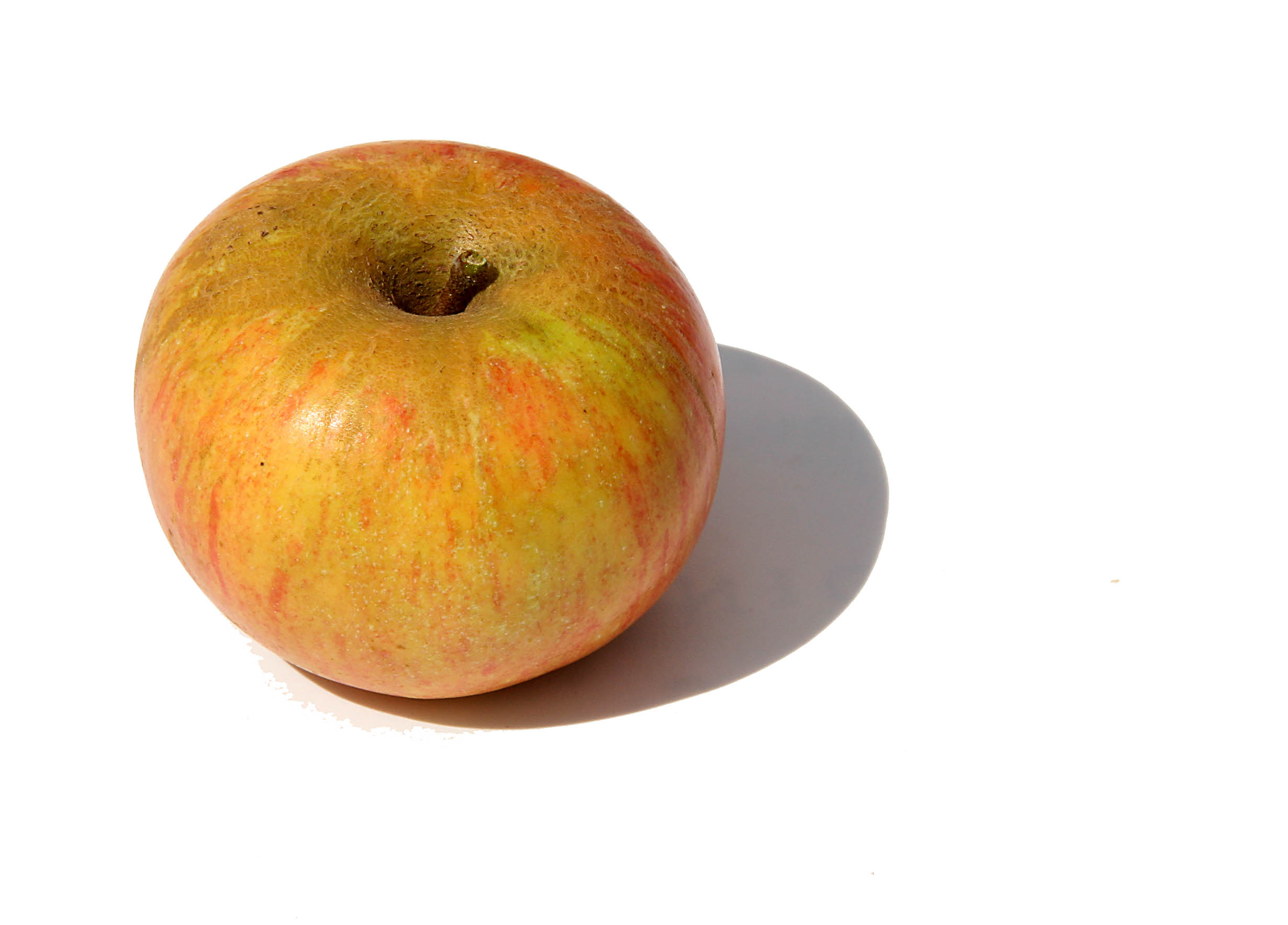
Court pendu rouge

La pomme de gros calibre au goût acidulé et sucré a une peau jaune roussâtre à gris et était considérée au XVIe siècle comme la meilleure des pommes car, en plus de son bon goût, on lui accordait des vertus médicinales.
La chair est compacte, ferme mais craquante. Elle se prête bien à la conservation et peut se garder longtemps. Elle perd de son eau et devient plus sucrée, la peau se flétrit mais le goût se renforce.
L'arbre est très vigoureux et auto-fertile mais de fait peu fertile en raison de sa date de floraison très tardive rendant difficile la fécondation de ses fleurs. La variété "Api rose" est toutefois un pollinisateur possible, tendance à l’alternance avec une année sur deux abondante.
Cette variété a le gros avantage d'être très résistante à la tavelure du pommier.
Les pommes sont matures en décembre.
La variété Court Pendu Gris présente un véritable intérêt par son standard de taille encore recherché par le consommateur, mais avec une connotation rustique.

## Court-Pendu Rouge

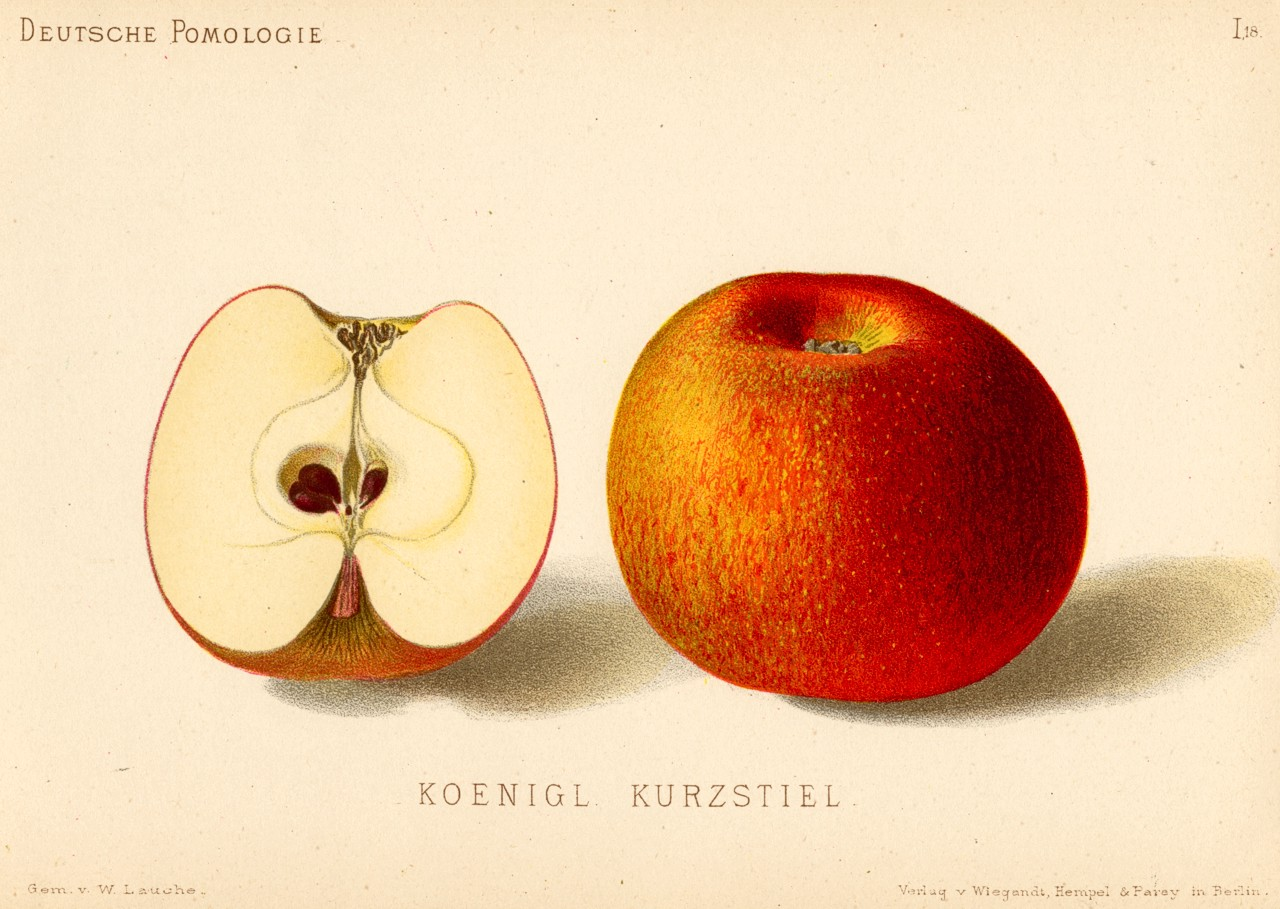
Pomme Court pendu rouge

La Court-Pendu Rouge (Court Pendu Rosat et nombreux synonymes) est une excellente pomme de table, d'origine incertaine très ancienne.
Fruit moyen, reinettiforme, aplati aux deux pôles, elle est aussi appelée "Reinette des Belges".
Épiderme sec, mi-rugueux, fond jaune verdâtre, coloré de rouge côté soleil.
Chair blanc crémeux ferme, de texture fine, croquante et moyennement juteuse, très sucrée, agréable, goût aigrelet avec un arrière goût anisé musqué délicieux. Se cueille avant les gelées et se conserve jusqu'en avril.